# A Lyin' Tamer
A Lyin' Tamer è un cortometraggio muto del 1920 scritto, sceneggiato e diretto da Charles Reisner.

## Produzione
Il film fu prodotto dalla Century Film.

## Distribuzione
Distribuito dall'Universal Film Manufacturing Company, il film - un cortometraggio in due bobine - uscì nelle sale cinematografiche USA il 10 novembre 1920.